# What Kate does (Lost)
2010. február 9-én kerül először adásba az amerikai ABC csatornán a sorozat 106. részeként. Edward Kitsis és Adam Horowitz  írta, és Paul Edwards  rendezte. Az epizód Kate-centrikus.
|  | Alább a cselekmény részletei következnek! |

## Az előző részek tartalmából
Juliet és Sawyer boldog kapcsolatban éltek, ám Jack terve miatt Burke meghalt. A dokiékat elkapták a Többiek, és a templomba vitték őket, ahol a haldokló Sayidot belemerítették a forrásba, aminek vize valami okból kifolyólag zavarossá vált. Úgy tűnt, hogy az iraki meghalt, ám hatalmas meglepetésre életre kelt.

## A sziget, 2007
A tolmács sietve felkeresi a japán férfit, és elmondja neki, hogy Sayid életben van. Eközben Jackék nem tudják felfogni, hogyan lehetséges, hogy halott barátjuk újra él. Sawyer a szökését tervezgeti, ugyanis nem áll szándékában a templomban maradni.

## Flash-sideways
Kate a reptéren bepattan egy taxiba, hogy elmeneküljön az őt üldöző marsall elől. A járműnek már van egy utasa, Claire, de ez nem érdekli Austent, megparancsolja a sofőrnek, hogy induljon. Egy ideig fenntartja őket Arzt, aki épp az útra borult csomagjait pakolja, ám Kate megelégeli a várakozást, áthajtanak a csomagokon. Egy kereszteződés előtt megállnak. Claire végig azért könyörgött, hogy hadd mehessen el, Austen ezt nem engedte. A kereszteződésnél aztán a sofőr kiszáll a kocsiból, és elrohan. Kate veszi át a volánt, majd később kiparancsolja Claire-t a járműből.

## A sziget, 2007
Jackék kiviszik Sayidot a templom udvarára, ahol a doki meglepődve veszi észre, hogy az iraki sebe majdnem teljesen begyógyult. Megjelenik a japán férfi, és a tolmács segítségével megkéri Jarraht, menjen velük, hogy beszélhessenek. Shephard ezt nem engedi, ezért kisebb verekedés tör ki, amit a Sawyer által leadott lövések szakítanak félbe. Ford kijelenti, hogy ő távozik, és senki se kövesse. A japán megpróbálja rábírni, hogy maradjon, de nem sikerül neki. A Többiek bevonszolják a templomba Sayidot, a tolmács pedig megpróbálja megtudni Jacktől, hova ment James. Kate felajánlja, hogy ő utánamegy, és ráveszi a visszatérésre. Jin kijelenti, Kate-tel tart. A tolmács hangsúlyozza, nagyon fontos, hogy épségben hozzák vissza a férfit. Austen megnyugtatja, hogy nagyon meggyőző tud lenni, ha akar.

## Flash-sideways
Kate megáll egy szerelőnél, és felszólítja, hogy adjon neki egy gumikalapácsot. A férfi jobb ötletnek tartja a lyuksajtolót, de ahhoz Kate egyedül nem elég, ő meg nem hajlandó segíteni, ha fegyvert fognak rá. Austen 200 dollárt ígér neki cserébe, így a férfi le is szedi róla a bilincset. A nő hátramegy a mosdóba, hogy a Claire-től elvett táskában lévő ruhákba átöltözhessen, de meglepődve veszi észre, hogy a táskában csak gyerekruhák vannak és egy fotó a terhes Claire-ről.

## A sziget, 2007
Kate és Jin indulni készülnek. Jack próbál közel kerülni Austenhez, de ő elutasítja a közeledését. Eközben a japán férfi a lekötözött Sayid körül ténykedik. Először port fúj fölé, és azt vizsgálja, majd vezetékeket rögzít az irakira, és áramot vezet belé. Jarrah üvölt a fájdalomtól, de a kínzásnak még nincs vége. A japán kiemel a lángok közül egy izzó piszkavasat, és Sayid testéhez nyomja. Hamarosan belépnek az őrök is, a tolmács pedig megnyugtatja az irakit, csak tesztelték, és sikeresen kiállta a próbát. Mikor az őrök elvezetik Jarraht, a tolmács megkérdezi a japánt, hazudott-e Sayidnak. A férfi igennel válaszol.

## Flash-sideways
Kate a taxival megáll Claire mellett, és visszaadja neki a táskáját. Megkérdezi, hova tartott. Littleton elmondja, hogy a brentwoodi Langdon utcába indult, mert ott él az a pár, aki örökbe fogadja a gyerekét. Úgy volt, hogy a repülőtéren találkoznak, de valószínűleg elfelejtették az érkezését. Kate felajánlja neki, hogy elviszi, ezt pedig Claire elfogadja.

## A sziget, 2007
Kate megkérdezi az őket kísérő két ember közül az egyiket, hogy miért kell a templomban maradniuk. A férfi elmondja, hogy a füsttől akarják megvédeni őket. Jin az Ajira-járatról érdeklődik, a másik férfi, Justin pedig mondana is valamit, de a társa, Aldo csendre inti. Továbbhaladnak, majd Justin hirtelen megállítja Kate-et, aki egy csapdát indított volna be. Jin szerint Rousseau egyik szerkezete lehet, ám Justin közli vele, ő már évek óta halott, ez másé. A nevet is mondaná, ám Aldo ismét figyelmezteti. Austen kérdőre vonja Aldot, mire a férfi emlékezteti, hogy három évvel korábban, mikor megszökött a másik Szigetről Sawyerrel, őt ütötte le. A nőt nem nagyon érdekli a történet, helyette arcon vágja Aldot, a kezében lévő kulacsot pedig a talaj fölött feszülő dróthoz dobja, így aktiválódik a csapda, és a magasból lezuhanó kövek leterítik Justint.
Az őrök visszaviszik Sayidot társaihoz. Mikor Jack megtudja, hogy barátját megkínozták, azonnal a japánhoz siet, akit a tolmács társaságában talál. Számon kéri rajtuk az esetet, mire a tolmács elmondja, hogy Jarrah beteg, megfertőzte valami. A japán egy pirulát nyújt a dokinak, és megkérik, hogy adja oda Sayidnak. Shephard tiltakozik, mivel megkínozták a barátját. A tolmács ezt tagadja, ő inkább a vizsgálat szót használja a történtekre. Jack azt feleli, csak akkor adja be neki a gyógyszer, ha tudja, mi van benne. Erre a japán megkérdezi tőle, mit csinált Sayid, mikor megsérült. A doki elmondja, épp neki segített, tehát az ő hibájából sebesült meg. A japán rávilágít, hogy vannak még olyanok, akik Jack miatt sérültek vagy haltak meg, ez pedig egy esély arra, hogy jóvátegye ezeket a bűnöket. Jarrahnak szüksége van a gyógyszerre, mert ha nem kapja meg, a fertőzése súlyosabbá válik. Shephard visszatérve megkéri Hurley-t és Miles-t, hogy hagyják egy kicsit magukra őket. Előveszi a gyógyszert, és bevallja Sayidnak, nem ő mentette meg, hanem a Többiek. Jarrah azt feleli, neki mindegy, ki mentette meg, az a fontos, kiben bízik. Ha pedig Jack azt akarja, hogy bevegye a gyógyszert, megteszi.
Kate elmondja Jinnek, nem akarta visszavinni Sawyert a templomba, mert nem tetszik neki a raboskodás. Kwon az Ajira 316 holléte felől érdeklődik, mert meg akarja találni Sunt. Austen szerint a Többiek nem törődnek velük. Erre Jin visszakérdez, vajon Kate kivel törődik? A nő sok szerencsét kíván neki, és elindul, mondván hogy majd Sawyerrel kitalálják, mihez kezdjenek.

## Flash-sideways
Kate-ék megérkeznek a megadott címre, Claire pedig megkéri, kísérje be őt, nem akar egyedül bemenni. A házban elő nő ajtót nyit, és elnézést kér Claire-től, mivel a férje néhány napja elhagyta őt, ő pedig egyedül nem tudja elvállalni a kisgyerek nevelését. Kate nem hisz a fülének, Littleton pedig a sokk hatására vajúdni kezd.

## A sziget, 2007
Austen megérkezik a Barakkokba. Az egyik házból zajokat hall, ezért bemegy, és óvatosan a hang forrása felé közelít. A fal mögül kilesi, ahogy Sawyer megbontja a padlót, és a lyukból elővesz egy dobozt. Kate távozni készülne, de James meghallja, hogy valaki van a házban, ezért lövöldözéssel fenyegetőzik. Mikor kiér a folyosóra, látja, hogy Kate az. Austen azzal indokolja tettét, hogy aggódott Fordért, ám ez a férfit nem érdekli, kimegy a házból, és faképnél hagyja a nőt.

## Flash-sideways
Kate elfuvarozza Claire-t a kórházba, odabent pedig kerít neki egy orvost, aki nem más, mint Ethan. Dr. Goodspeed közli, minden feltétel adott, hogy Claire aznap este megszülhesse a gyereket, ám Littleton még nem áll készen, azt szeretné, hogy próbálják meg gyógyszerekkel kitolni a szülés idejét. Ekkor a műszerek jelezni kezdenek, ezért Ethan megvizsgálja Claire-t, aki teljesen ideges, mert félti Aaront. Ám aggodalma alaptalan, a doktor mindent rendben talál.

## A sziget, 2007
Kate Sawyer után megy a mólóra, és elmondja, azért jött vissza a Szigetre, hogy megtalálja Claire-t. Ezt követően elnézést kér, hogy követte őt, amire Sawyer válasza csak annyi, hogy melyik évre gondol. Majd Julietért kér bocsánatot, mert szerinte, ha nem megy utánuk a tengeralattjáróra, akkor ők ketten elhagyhatták volna a Szigetet, így viszont visszajöttek, és Juliet halála is miatta következett be. James inkább magát okolja, mivel 1974-ben Burke haza akart menni, ő viszont marasztalta, mert nem akart egyedül lenni, most pedig már tudja, hogy egyeseknek az a sorsuk, hogy egyedül maradjanak. Azt is felfedi, hogy meg akarta kérni Juliet kezét. Ford feláll, a jegygyűrűt a vízbe hajítja, közli Austennel, hogy sötétedés előtt visszaérhet a templomba, majd elsétál, Kate pedig sírni kezd.
Jack ismét felkeresi a japánt. Első kérdése az hozzá, hogy miért van tolmácsa, ha jól beszél angolul? A férfi kifejti, hogy különbnek kell tűnnie az embereitől, mert úgy könnyebb kezelni a számukra kellemetlen döntéseket. A férfi Shephard további kérdéseire elárulja, hogy a neve Dogen, és őt is ugyanúgy hozták a Szigetre, ahogy a többieket, ennek a jelentését pedig Jack pontosan tudja. Dogen tudja, hogy a doki nem adta oda a gyógyszert Sayidnak. Shephard előbb tudni szeretné, mi van benne. A japán csak annyit kér, hogy bízzon benne, ám a dokinak ez nehéz, mivel magában sem bízik. Végül próbára teszi a bizalmát, és bekapja a pirulát. Dogen rögtön kiköpeti a dokival, és felfedi, valójában méreg van benne.

## Flash-sideways
Claire az Aaronról készült felvételt nézegeti, amikor belép a kórterembe két rendőr, akik Kate-et keresik. Littleton elmondja, csak behozta őt a kórházba, és már távozott is. A rendőrök elhiszik ezt, és kimennek a teremből, a szomszédos raktárból pedig előbújik Kate. Megköszöni a segítséget, majd Claire kérdésére válaszolva azt állítja, hogy ártatlan, mégis üldözik. Mikor távozni készül, Littleton odaadja neki a hitelkártyáját, hogy használja azt. Austen bár szabadkozik, mégis elfogadja a kártyát. Végezetül közli Claire-rel, hogy szerinte meg kellene tartania a babát. 

## A sziget, 2007
Kate vizet tölt a kulacsába, mikor egyetlen szó nélkül elsétál mellette Sawyer, bemegy a házába, és becsukja maga mögött az ajtót. Austen nem próbálkozik tovább, elindul a dzsungelbe.
A tolmács elképedve hallja, hogy Jack lenyelte a pirulát. Dogen teát szolgál fel a dokinak, közben pedig elbeszélgetnek. Shephard megkérdezi, miért akarják megölni Sayidot, mire a japán azt feleli, hogy szerintük az irakit megszállták. Sötétség növekszik benne, és ha ez eléri a szívét, a régi Sayid elveszik. Ebben pedig azért biztosak, mert ez történt Jack húgával is.
Jin inni akar a patakból, mikor Aldo és Justin rátámadnak, és Kate-ről kérdezik. Kwon azzal védekezik, hogy a templomba akart visszamenni. Justin szerint vissza kéne vinniük, mert lehet, hogy közéjük tartozik, de Aldo inkább meg akarja ölni a koreait. Jin elszalad, ám belelép egy csapdába. Aldo már ráemelte a fegyvert, mikor valaki lelövi őt és Justint is. Jin a lövések forrásának irányába néz, és meglátja a zilált Claire-t.